# Neu Sammit
Koordinaten: 53° 37′ N, 12° 14′ O
Neu Sammit ist ein Ortsteil der Stadt Krakow am See im Landkreis Rostock in Mecklenburg-Vorpommern. Die Einwohnerzahl des Ortsteils betrug am 31. Dezember 2020 22.

## Geografie

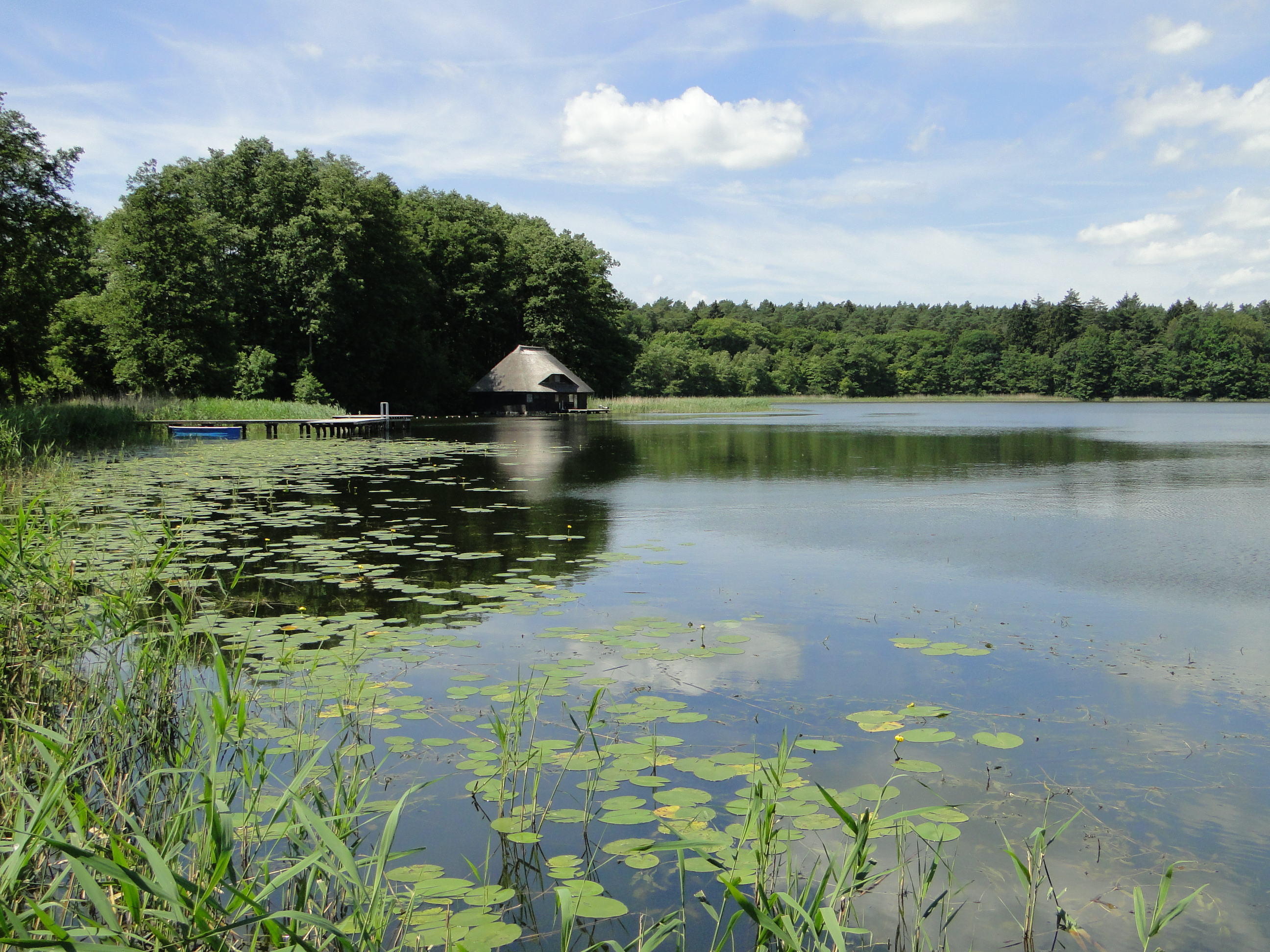
Langsee vom Südufer (2011)

Der Ort Neu Sammit liegt in der Mecklenburgischen Seenplatte etwa vier Kilometer südwestlich von Krakow am See im Waldgebiet am Südende des Langsees und am nördlichen Rande des ausgedehnten Waldgebietes des Naturparks Nossentiner/Schwinzer Heide. Weitere Seen in unmittelbarer Umgebung des Ortes sind der Kleine See im Süden, der Krummer See im Südosten und der Schwarze See im Nordosten.
Die Geländehöhe des Ortes beträgt etwa 52 m ü. NHN.

## Geschichte
Neu Sammit entstand um 1725 als Meiereihof aus einem Vorwerk des Gutes Alt Sammit, das im Zuge großflächiger Aufforstungen errichtet wurde und vormals den Familien von Weltzien gehörte. 1786 besaß das Gut mit dem Dorf und dem Grünen Jäger noch Hauptmann Christian von Weltzien, ab 1793 wechselten mehrfach die Besitzer.
Neu Sammit wurde am 1. Oktober 1936 nach Bossow eingemeindet und Bossow am 1. Juli 1950 nach Krakow.

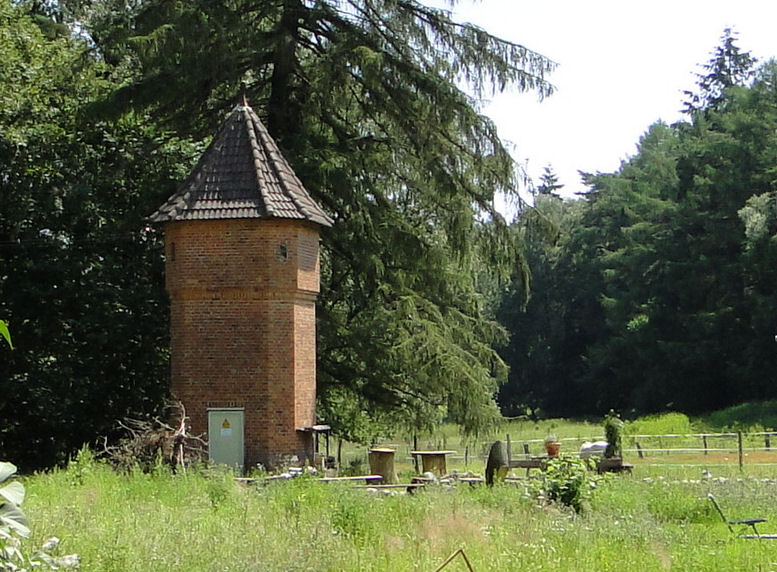
Trafogebäude in der Ortslage (2011)

### Dorf
Das Dorf Neu Sammit befand sich östlich des Parkgeländes mit dem Herrenhaus am Landweg nach Krakow. 1853 lebten 73 Menschen im Ort, 1893 waren es 30 und 1903 nur noch 19 Einwohner. 2008 hatte Neu Sammit wieder 21 Einwohner.
1945 und 1946 fanden Flüchtlinge und Heimatvertriebene, besonders aus dem Sudetenland, in Neu Sammit eine Unterkunft. Heute stehen in der Ortslage noch ein Haus und das Trafogebäude.

### Gut

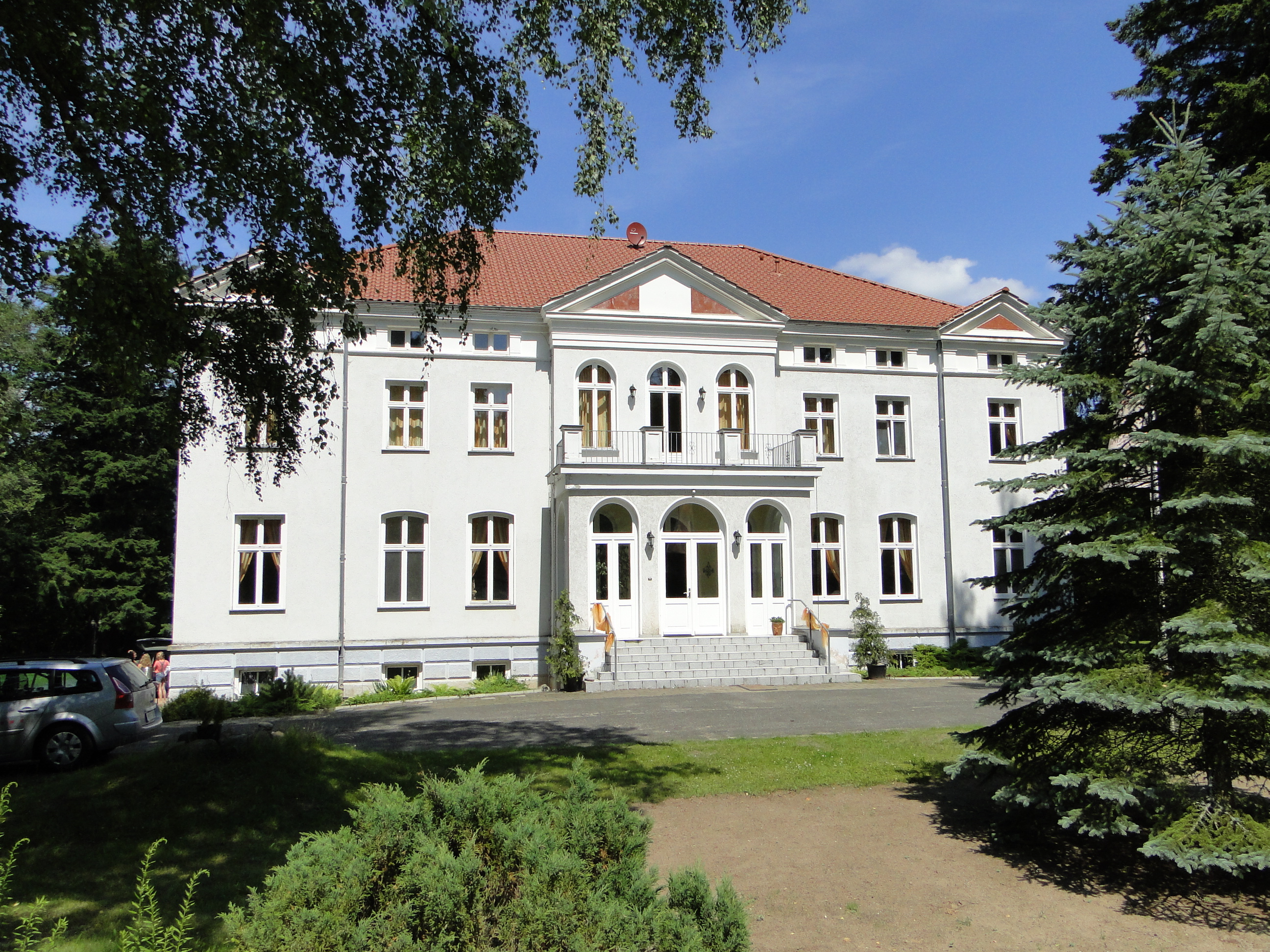
Herrenhaus von 1887 (2011)

Das 1725 als Vorwerk Neu Sammit errichtete Gut war ein kleiner Meiereihof mit Schaf- und Rinderhaltung zur Nutzung der umliegenden Heideflächen. Nach der ab 1790 erfolgten systematischen Aufforstung des kargen Sandbodens mit Kiefern verkauften die von Weltzien 1793 Neu Sammit. Trotz der Hauptnutzung als Kiefernwaldungen wird Neu Sammit statt Forstgut immer als Gutshof bezeichnet. 1850 meldete der Bossower Förster Kleinkamp dem Klosteramt in Dobbertin, dass Friedrich Buchholz als Besitzer des Gutes an der strittigen Grenze Tannen abräume. Am 25. März 1905 wurden durch den Klosterförster Friedrich Zebuhr aus Schwinz sieben auf der Neu Sammiter Grenze stehende Kiefern im Einvernehmen mit dem Gutsbesitzer Maximilian Traun abgenommen und zu gleichen Teilen durch die Klosterkasse verrechnet.
Besitzer des Gutes in Folge waren:
- 1800 Johann Christoph Alexander Koenemann
- 1826 Heinrich Seeliger, mit Krug und Teerschwelerei zum Grünen Jäger.
- 1833 Ludwig Friedrich Lübbe
- 1835 Anwalt Dr. Georg Heinrich Franz Wertheimer aus Rostock, der den kleinen Wirtschaftshof 1839 endgültig von Alt Sammit trennte.
- 1849 Johann Friedrich Buchholz
- 1868 Otto Erbrecht
- 1873 Kammerjunker Otto Christoph Heinrich Gottlieb von Bülow, zuletzt mit seinem Sohn Werner Emil von Bülow
- 1885 Allodialgut
- 1896 Maximilian Traun
- 1910 Rittmeister Gotthard Graf von der Recke-Vollmerstein zu Potsdam
- 1925 Kaufmann Hans Adolf Friedrich Giesemann aus Hamburg

1910 gab es in Neu Sammit nur 10 Pferde und 14 Kühe. 1925 gehörten zum Waldgut noch 817 Hektar, davon 592 Hektar Wald mit dem Grünen Jäger und 144 Hektar Wasserfläche. Für die Forst war Förster Willenbrock zuständig, Fischerei und Kalkbrennerei waren ebenfalls verpachtet.

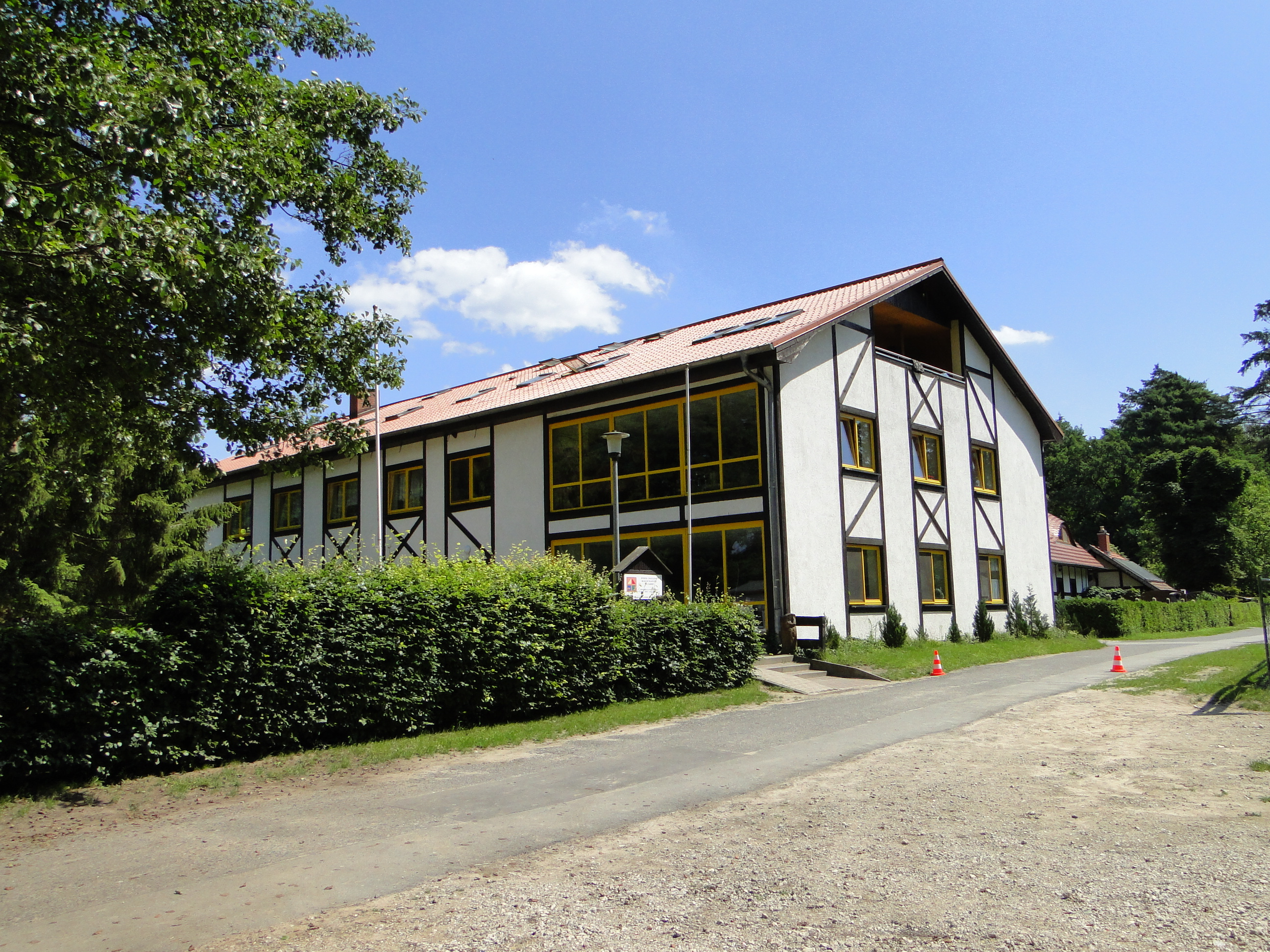
Erholungs- und Freizeithaus Neu Sammit (2011)

1942 waren es noch 578 Hektar Wald, 140 Hektar Wasserflächen und 95 Hektar unbrauchbarer Ackerboden. Zum Waldgut gehörten neben dem Bootshaus auf dem Langsee ein Gewächshaus, ein Bienenschauer, die Wildkammer, der Holzstall, der Wagenschauer, ein Kornboden, eine Tischlerei, Garagen, ein Acker und ein Kuhstall.
Ab 1992 wurden die Gebäude des Wirtschaftshofes saniert. 1998 konnte der zusammengefallene Reitstall als zweigeschossiger Neubau zu einem modernen Bildungs- und Freizeithaus ausgebaut werden.

## Sehenswürdigkeiten

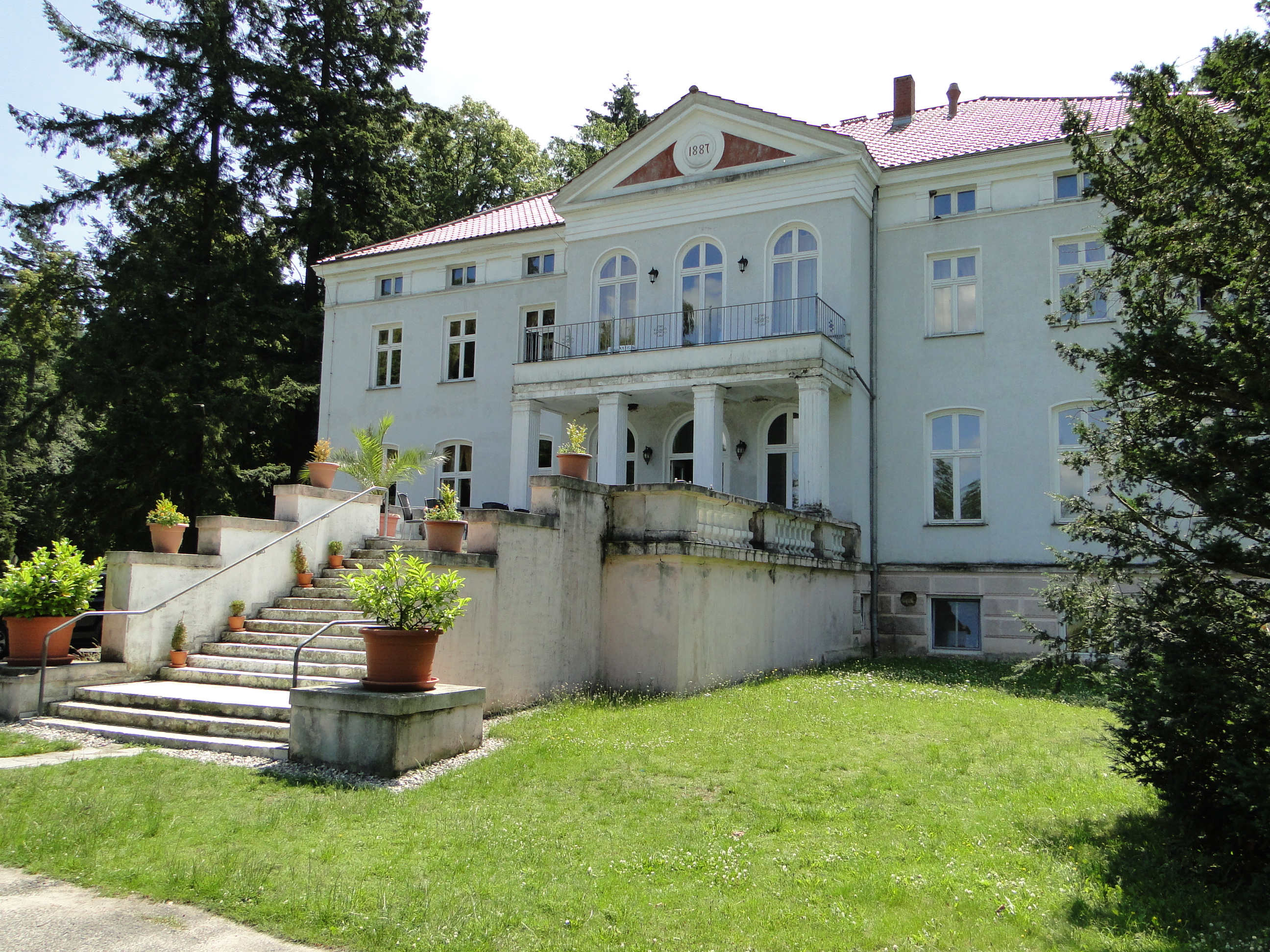
Herrenhaus mit Freitreppe, Seeseite (2011)

Das Herrenhaus liegt abseits des ehemaligen Wirtschaftshofes als Jagdschloss im Park nahe am Langsee. Es ist ein zweigeschossiger, neunachsiger villenartiger Putzbau mit Mezzanin- und Sockelgeschoss unter einem flachen Walmdach. Vorder- und Hinterfront mit je einen Mittelrisalit mit Spitzdach. Es befindet sich im Giebeldreieck ein Medaillon mit dem Erbauungsjahr 1887 des Bauherren Otto von Bülow. Der Entwurf wird dem Architekten Paul Korff zugeschrieben. Das Kellergeschoß ist hochgesetzt und zeigt Putzquaderung. Zur Gartenfront eine große Terrasse mit Freitreppe. Das Fenster im Mittelrisaliten mit Rundbögen versehen. An der Hofseite ist ein Verandeneingang mit Balkon.
Nach 1945 Nutzung als Lungenheilstätte für Kinder und als Altersheim. Von 1990 bis 2006 war es Pflegeheim des Arbeiter-Samariter-Bundes (ASB), danach Leerstand. Seit 2007 gehört das ehemalige Jagdschloss als Haus 2 mit der Parkanlage und der Liegehalle Schlossblick als Jugendschloss zur Kinder- und Jugendbegegnungsstätte Neu Sammit. Das sanierte Herrenhaus wurde 2009 bezogen.

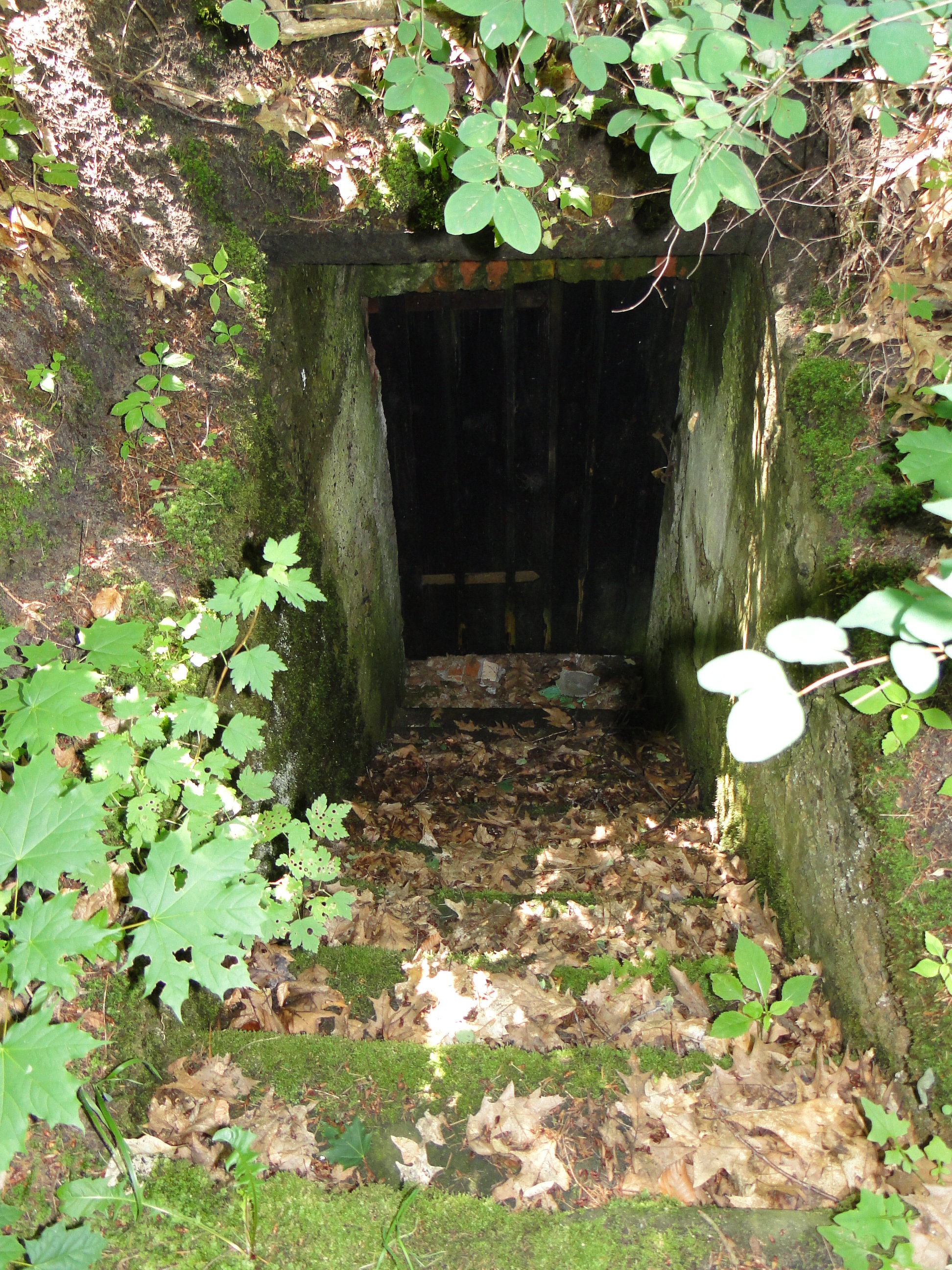
Ehemaliger Eiskeller (2011)

Der Park von um 1900, gegliedert durch das Herrenhaus in Eingangs- und Seeseitenbereich, grenzt sich auf der westlichen Seite durch eine Toranlage von den Gutsgebäuden ab. Außerhalb des Parks befindet sich der alte Eiskeller. Neben offenen Rasenflächen um das Herrenhaus gehören die Winterlinde, die Douglasie, der Bergahorn, die Riesentanne, der Maulbeerbaum, die Flatterulme, die Weymouth-Kiefer, die Rosskastanie und die Blutbuche zu den markantesten Bäumen des Parkes. Die Winterlinde mit einem Stammumfang von 4,60 Metern gehört zu den ältesten Naturdenkmälern des Landkreises Güstrow.

## Verkehr
Östlich von Neu Sammit verlaufen die Bahnstrecke Güstrow–Meyenburg und die Landesstraße 37. Auf der Bahnstrecke wurden die Personennahverkehrsleistungen 2000 eingestellt. Die nächsten Bahnanschlüsse sind in Karow oder Güstrow.
Die Bundesautobahn 19 Berlin–Rostock ist über den Anschluss Linstow in 13 Kilometern zu erreichen.

## Ungedruckte Quellen
Landeshauptarchiv Schwerin (LHAS)
- LHAS 5.12-4/2 Mecklenburgisches Ministerium für Landwirtschaft, Domänen und Forsten

Kreisarchiv Nordwestmecklenburg
- N 20 Guts - und Herrenhäuser in Mecklenburg-Vorpommern.

## Karten
- Topographisch oekonomisch und militaerische Charte des Herzogthums Mecklenburg-Schwerin 1758, Klosteramt Dobbertin mit der Sandpropstei vom Grafen Schmettau.
- Wiebekingsche Karte von Mecklenburg, 1786.
- Charte von den Besitzungen des Klosters Dobbertin, Abteilung I. 1822 enthält Sammit, angefertigt nach den vorhandenen Gutsakten Anno 1822 durch S. H. Zebuhr.
- Messtischblatt Neu Sammit 1927 von Oberst a. D. Völckes.
- Wirtschaftskarte Forstamt Dobbertin 1927/1928.
- Offizielle Rad- und Wanderkarte des Naturparks Nossentiner/Schwinzer Heide, 2010.